# Villa Guardia
Villa Guardia település Olaszországban, Lombardia régióban, Como megyében. Lakosainak száma 7847 fő (2023. január 1.). Villa Guardia Cassina Rizzardi, Colverde, Grandate, Lurate Caccivio, Bulgarograsso, Luisago és Montano Lucino községekkel határos.

## Népesség
A település lakossága az elmúlt években az alábbi módon változott:
| Lakosok száma | 8099 | 8041 | 7847 |
|               | 2017 | 2018 | 2023 |